# Emanuella Carlbeck

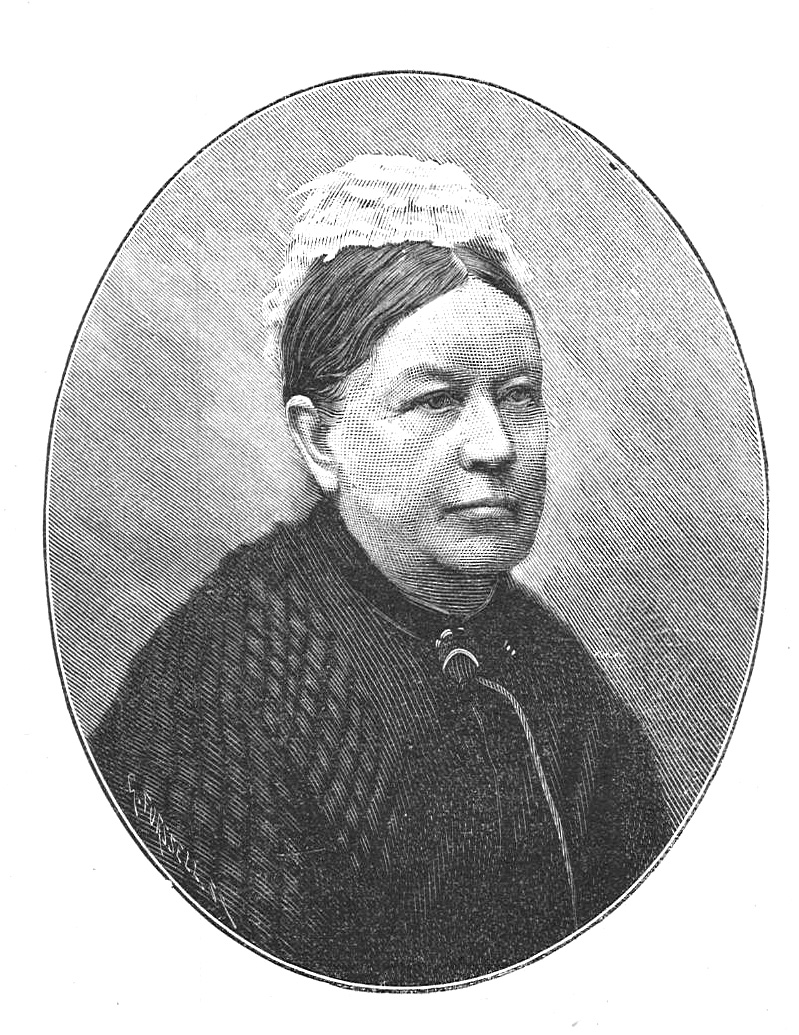
Emanuella Carlbeck. Xylografi i Idun 1892, nr 5.

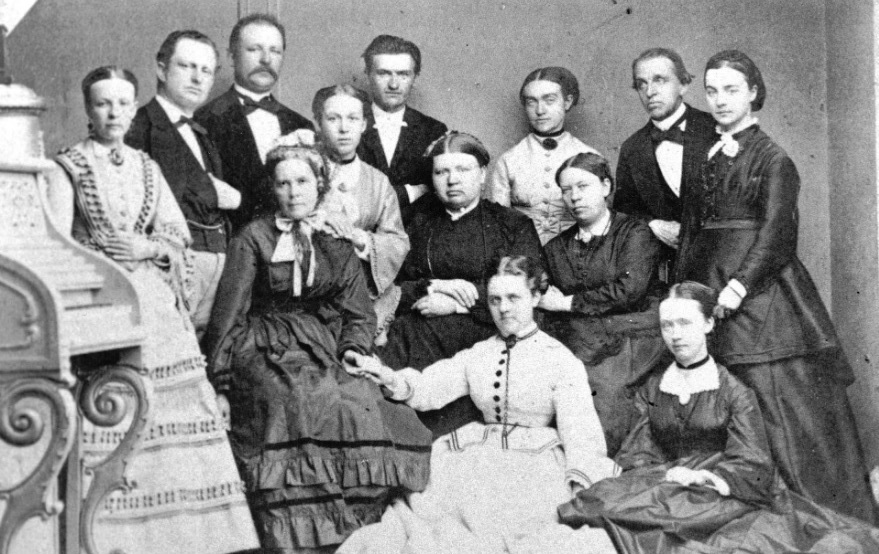
Emanuella Carlbeck vid första nordiska abnormskolmötet i Köpenhamn 1872. Carlbeck sitter längst till höger i mittenraden.

Emanuella Ottiliana Carlbeck, född 24 augusti 1829 i Nårunga i Älvsborgs län, död 10 september 1901 på Johannesberg i Mariestad, var en svensk socialreformator och en pionjär inom arbetet med vården av personer med utvecklingsstörning.

## Biografi
Emanuella Carlbeck var dotter till kyrkoherde Johan Carlbeck och Gustava Rebecka Syk. Hon undervisades av guvernant. Hon gifte sig aldrig, och enligt dåtida sed för en ogift kvinna ur över- eller medelklassen arbetade hon inte utan bodde hemma hos först sina föräldrar och därefter hos sin gifta syster. 

### Social verksamhet
Upptakten till hennes verksamhet för barn med utvecklingsstörning var att hennes syster Ephraima Odhner fick en son som visade sig ha en utvecklingsstörning, eller med tidens uttryckssätt var en "idiot".  Personer med utvecklingsstörning var mycket föraktade vid denna tid. Deras underliga beteende och ofta annorlunda utseende väckte rädsla vilket kunde leda till gyckel och grymhet.  Carlbecks vilja att vårda och hjälpa sågs som en befängd och främmande tanke. Utvecklingsstörda var skamfläckar för sina familjer och gömdes för det mesta undan på vindar, i lådor eller i kätten hos djuren. En skildring från denna tid berättar: "I hemmet hade hon blivit ytterst vanvårdad och lämnats utan tillsyn. Hennes ständiga sällskap och lekkamrat hade varit stuggrisen, efter vilken hon bildat sig så att hon gick på händer och fötter, grymtade och åt som denne."
Carlbeck öppnade den 1 september 1866 en "idiotanstalt" på Nya Varvet vid Göteborg med tre elever, varav en var Carlbecks systerson, John Odhner.  Detta var en av de första utbildningsanstalterna för utvecklingsstörda och ungefär samtidigt med Sophia Wilkens som startade en liknande verksamhet i Karlskrona. Carlbecks anstalt kom att bli epokgörande i landet vid behandlingen av barn med utvecklingsstörning. Anstalten flyttades först till lantstället Kastholmen nära Falköping, därefter till Kultomten nära Skövde och 1875 tillsammans med 30 elever till den av henne inköpta lantegendomen Johannesberg nära Mariestad, vilken hon 1883 skänkte till Skaraborgs läns landsting. Trots detta förestod hon fortfarande själv anstalten, som utgjordes av skola, arbetshem och asyl för dem som kallades obildbara, det vill säga hade en grav utvecklingsstörning. Denna anstalt, som senare blev idiotanstalt för Skaraborgs och Älvsborgs län med 100 platser var länge Sveriges största och mest välrenommerade anstalt för barn med utvecklingsstörning.
| ”                                                        | Allt har gått så väl. Idel glädje och välvilja råder omkring oss. Därtill äro alla friska bland fyrtiosju personer, utom en liten flicka, som lider af skrofler | „ |
| – Emanuella Carlbeck strax efter flytten till Mariestad, | |   |

1885 började skillnaden märkas; Carlbeck hade nu drivit Johannesbergs idiothem i drygt tio år. Det som hade börjat som ett privat initiativ, filantropi och välgörenhet, hade blivit en landstingsangelägenhet med stöd från staten. Personer med utvecklingsstörning började bli mer accepterade i samhället. Vid den här tiden kom nya pedagogiska, psykologiska och medicinska idéer till Sverige. 
Carlbeck var väl förtrogen med tankarna i tiden. Hon inspirerades av filantropin och den växande kvinnorörelsen. Vård hade börjat bli ett mer accepterat verksamhetsfält för kvinnor ur medel- och överklassen, vilket ledde till att en yrkesbana för flickor ur dessa klasser öppnade sig; Carlbeck valde denna väg. Carlbecks privata välgörenhet anses än idag vara den som lade grunden till det svenska vårdsamhället.
Efter Carlbecks död 1901 stod Johannesberg stod utan föreståndare och en styrelse tillsattes. Styrelsen utsåg en ny föreståndare, Alma Holmqvist, en duktig administratör men sträng mot både personal och elever vid anstalten. I januari 1918 sades hon upp.

## Eftermäle
År 2001 tillsatte regeringen den så kallade Carlbeck-kommittén, som tog sig namnet för att hedra Carlbeck.  Carlbeck-kommitténs uppdrag var att se över utbildningen för elever med utvecklingsstörning utifrån visionen om en skola för alla. Carlbeck-kommitténs slutbetänkande med namnet För oss tillsammans – om utbildning och utvecklingsstörning (SOU 2004:98) innehåller grundläggande värderingar och konkreta förslag till åtgärder för att nå visionen om en skola för alla.
Alltsedan Emanuella Carlbeck levde har man på Johannesberg firat hennes födelsedag, "Mosterdagen". Den 24 augusti 2007 avtäckte Marianne Bernadotte en byst föreställande Emanuella Carlbeck av Carl-Gustaf Ekberg med texten Grundare av Johannesberg Emanuella Carlbeck 1829-1901 "Jag är mitt ibland eder så som den som tjänar" Luk.22.27.